# جيف كوين
جيف كوين (بالإنجليزية: Jeff Queen)‏ هو لاعب كرة قدم أمريكية أمريكي، ولد في 15 أغسطس 1946 في بوسطن في الولايات المتحدة.

## وصلات خارجية
- جيف كوين على موقع مرجع كرة القدم المحترفة.كوم (الإنجليزية)